# Mimatossa flavolineata
Mimatossa flavolineata – gatunek chrząszcza z rodziny kózkowatych i podrodziny zgrzypikowych. Jedyny przedstawiciel rodzaju Mimatossa.

## Zasięg występowania
Gatunek ten występuje na Borneo.